# Margaret Lockwood
Margaret Lockwood, ursprungligen Margaret Mary Day Lockwood, född 15 september 1916 i Karachi i dåvarande Brittiska Indien, död 15 juli 1990 i Kensington i London, var en brittisk skådespelare.
Margaret Lockwood scendebuterade vid tolv års ålder och gjorde filmdebut som 18-åring. Under 1940-talet var hon en av Storbritanniens ledande aktriser. Bland hennes mest kända filmer märks Alfred Hitchcocks En dam försvinner (1938), Stjärnorna blicka ned (1939), Nattexpress (1940) och Mannen i grått (1943).

## Filmografi i urval
- 1938 – En dam försvinner
- 1939 – Morska Susanna
- 1940 – Nattexpress
- 1940 – Stjärnorna blicka ned
- 1943 – Mannen i grått
- 1945 – Svarta damen
- 1945 – Osynliga makter
- 1947 – Hungry Hill
- 1955 – Cast a Dark Shadow
- 1976 – Glasskon och rosen